# Шептаки (Моргаушское сельское поселение)
Шепта́ки (чув. Шаптак) — деревня в Моргаушском районе Чувашской Республики. Входит в состав Моргаушского сельского поселения.

## География
Находится в северо-западной части Чувашии, примыкая с запада к районному центру села Моргауши на правом берегу речки Моргаушки.

## История
Известна с 1795 года как выселок деревни Первая Васкина (ныне Моргауши) с 15 дворами. В 1858 году здесь было учтен 281 житель, в 1906 — 92 двора и 426 жителей, в 1926 — 100 дворов и 501 житель, в 1939 — 598 жителей, в 1979 — 482. В 2002 году было 134 двора, в 2010—146 домохозяйств. В 1929 году был образован колхоз «Знамя труда», в 2010 действовал СХПК «Племзавод им. Е. Андреева».

## Население
Постоянное население составляло 448 человек (чуваши 98 %) в 2002 году, 465 — в 2010.